# Boris Nikołow
Boris Nikołow, bułg. Борис Георгиев Николов  (ur. 10 marca 1929 w Dobriczu, zm. 29 stycznia 2017 w Sofii) – bułgarski bokser, medalista olimpijski z Helsinek oraz uczestnik Igrzysk w 1956 roku.

## Letnie Igrzyska Olimpijskie 1952
W trakcie Igrzysk w 1952 roku Nikołow w pierwszej rundzie pokonał reprezentanta Luksemburga Freda Stuermera. Decyzją sędziów po wyrównanej walce z Terry Goodingiem z Wielkiej Brytanii pokonał go i awansował do ćwierćfinału. Tam czekał na niego Dieter Wemhöner z Niemiec. Po emocjonującym pojedynku tych zawodników Bułgarowi udało awansować się do półfinału, gdzie czekał na niego reprezentant Rumunii Vasile Tiță, który przerwał jego passę zwycięstw.
| Zawodnik      | Pierwsza runda        | Druga runda           | Ćwierćfinał             | Półfinał        | Finał | Miejsce |
| ------------- | --------------------- | --------------------- | ----------------------- | --------------- | ----- | ------- |
| Boris Nikołow | Fred Stuermer Decyzja | Terry Gooding Decyzja | Dieter Wemhöner Decyzja | Vasile Tiță 0:3 |       | 3.      |

## Letnie Igrzyska Olimpijskie 1956
Podczas Igrzysk w Melbourne reprezentant Bułgarii w pierwszej rundzie zmierzył się z reprezentującym Pakistan Muhammadem Safdarem, z którym po decyzji sędziów wygrał. W ćwierćfinale czekał na niego reprezentant Polski, późniejszy brązowy medalista tych zawodów Zbigniew Pietrzykowski, który go pokonał.
| Zawodnik      | Pierwsza runda          | Ćwierćfinał                    | Półfinał | Finał | Miejsce |
| ------------- | ----------------------- | ------------------------------ | -------- | ----- | ------- |
| Boris Nikołow | Muhammad Safdar Decyzja | Zbigniew Pietrzykowski Decyzja |          |       | 5.      |